# رودريغو بورخا سيفالوس
رودريغو بورخا سيفالوس (بالإسبانية: Rodrigo Borja Cevallos) (و. 1935 – م) هو سياسي، وبروفيسور (أستاذ جامعي) من الإكوادور ولد في كيتو.